# Jean-Noël Barrot
Jean-Noël Barrot (ur. 14 maja 1983 w Paryżu) – francuski polityk, ekonomista i nauczyciel akademicki, działacz Ruchu Demokratycznego (MoDem), deputowany, w latach 2022–2024 i w 2024 minister delegowany, od 2024 minister do spraw Europy i spraw zagranicznych.

## Życiorys
Syn polityka Jacques’a Barrota. Z wykształcenia ekonomista, absolwent HEC Paris, Instytutu Nauk Politycznych w Paryżu oraz PSE – École d'économie de Paris. Doktoryzował się na pierwszej z tych uczelni. Z zawodu badacz i nauczyciel akademicki. Do 2017 pracował w Massachusetts Institute of Technology, później został wykładowcą w HEC Paris.
Zaangażował się w działalność polityczną w ramach Ruchu Demokratycznego. W 2018 był rzecznikiem prasowym partii, w latach 2018–2022 pełnił funkcję jej sekretarza generalnego, a w 2022 został wiceprzewodniczącym tego ugrupowania. W 2015 wszedł w skład rady departamentu Górna Loara. W 2017 po raz pierwszy uzyskał mandat posła do Zgromadzenia Narodowego w departamencie Yvelines. Z powodzeniem ubiegał się o reelekcję w wyborach w 2022 i 2024.
W lipcu 2022 powołany na ministra delegowanego przy ministrze gospodarki, finansów, suwerenności przemysłowej i cyfrowej w rządzie Élisabeth Borne. Powierzono mu wówczas sprawy transformacji cyfrowej i telekomunikacji. W lipcu 2023 przeszedł na funkcję ministra delegowanego do spraw cyfryzacji (przy tym samym ministrze). Zakończył urzędowanie w styczniu 2024. W lutym tego samego roku został ministrem delegowanym do spraw Europy (przy ministrze do spraw Europy i spraw zagranicznych) w gabinecie Gabriela Attala. We wrześniu 2024 dołączył natomiast do rządu Michela Barniera, obejmując w nim stanowisko ministra do spraw Europy i spraw zagranicznych. Pozostał na tej funkcji także w powołanym w grudniu tego samego roku gabinecie François Bayrou.

## Odznaczenia
- Komandor 1. Stopnia Orderu Danebroga (Dania, 2025)[9]
- Order Księcia Jarosława Mądrego III klasy (Ukraina, 2025)[10]